# 더블린 전투
더블린 전투란, 더블린의 거리에서 한 주 동안 싸운 전투로, 1922년 5월 28일부터 6월 5일까지 진행되었다. 영국-아일랜드 조약으로 아일랜드 독립전쟁이 끝난지 6개월 후, 조약에 반대하는 아일랜드 공화국 군과 임시정부 사이에 벌어진 전투이다.

## 같이 보기
- 아일랜드 자유국 공세